# Cercospora cardamines
Cercospora cardamines är en svampart som beskrevs av Losa 1945. Cercospora cardamines ingår i släktet Cercospora och familjen Mycosphaerellaceae.   Inga underarter finns listade i Catalogue of Life.